# Inc. (часопис)
Inc. — американський журнал про бізнес, заснований в 1979 році з штаб-квартоирою в Нью-Йорку. Публікує шість номерів на рік, а також онлайн-контент. Inc також організовує кілька офлайн та віртуальних подій.
Часопис Inc. відомий за своїм щорічним рейтингом приватних компаній з найшвидшим розвитком у Сполучених Штатах, що називається "Inc. 500" та "Inc. 5000".
Друкована версія часопису має загальну аудиторію 1,4 мільйона, а сайт Inc. отримує 33 мільйони унікальних відвідувань щомісячно.

## Історія
Inc. був заснований у Бостоні Берні Голдхіршом, перший випуск з'явився у квітні 1979 року. Голдхірш був інженером що випустився з MIT, який заснував журнал "Sail", який він продав за 10 мільйонів доларів у 1980 році. Пол В. Келлам, який приєднався до компанії Голдхірша як редактор "Marine Business", був одним з перших редакторів Inc.. Голдхірш не був публічною особою, тому Джордж Гендрон, який працював головним редактором з 1980 по 2002 рік, вважався "громадським обличчям" журналу.
У 2000 році Голдхірш продав журнал німецькому видавництву Gruner + Jahr за понад 200 мільйонів доларів. У 2005 році Джо Мансуета, засновник інвестиційної дослідницької фірми MorningStar Ventures, придбав Inc. за  35 мільйонів доларів, формування видавничої компанії Mansueto Ventures.
Штаб-квартира Inc. знаходиться в Всесвітньому торговому центрі 7 у Нью-Йорку. У грудні 2013 року Ерік Шуренберг був призначений президентом та головним редактором Inc., замінюючи Боба Лапоінта, який обіймав цю посаду протягом довгого часу. У березні 2018 року Шуренберг був призначений генеральним директором Mansueto Ventures,  та Джеймс Ледбеттер був представлений головним редактором Inc.
Сьогодні головним редактором часопису є Скотт Омелянук, колишній головний редактор This Old House. На початку 2020 року він замінив Джеймса Ледбеттера.
У жовтні 1981 року Inc. став першим журналом, який представила Стіва Джобса, на обкладинці випуску була фотографія Джобса з надписом: "ця людина змінила бізнес назавжди".
Inc. публікує книги під брендом Inc. Зазвичай у партнерстві з GreenLeaf Group. Книги написані експертами бізнесу та задовольняють аудиторії підприємців.
Inc. випускає щотижневий подкаст під назвою Inc. Uncensored [Архівовано 8 березня 2021 у Wayback Machine.], де журналісти Inc. обговорюють стартапи, технології, ринкові та промислові тенденції тощо. Подкаст випустив сотні епізодів, і у 2016 та 2017 роках став переможцем Best of the Web Awards for Best Podcast, а також у 2018 році отримав Folio: Eddie & Ozzie Award honorable mention.
Видання отримало декілька нагород Folio у 2017 та 2018 роках, включаючи відзнаки для великих друкованих видань, кращий редизайн, використання відео та використання соціальних медіа. У 2016 році часопис був визнаний "The Stealthy Sales Kings of Amazon [Архівовано 25 лютого 2021 у Wayback Machine.]" вигравши  Best in Business award від Society for Advancing Business Writing and Editing.

## Inc. 500 і Inc. 5000
У своєму першому випуску у квітні 1979 р. Inc. Опублікував список Inc. 100 [Архівовано 8 березня 2021 у Wayback Machine.], в який входили приватні компанії з найшвидшим темпом розвитком. У 1983 році список розширювався до 500 компаній. Двадцять п'ять років по тому, Часопис представив Inc. 5000 [Архівовано 16 жовтня 2012 у Wayback Machine.], який включає 5000 компаній з найшвидшим темпом розвитку. "Inc. 500" зараз є особливим рейтингом 10% списку "Inc. 5000".
"Inc. 5000" включає компанії до списку відповідно до відсоткового зростання доходів протягом трьох років. Для отримання кваліфікації, компанії повинні бути засновані та генерувати доходи до першого тижня початку календарного року, через цей критерій є можливість продемонструвати три повних календарних роки продажів. Крім того, компанії мають бути, приватними, незалежними та не дочірніми підприємствами, а також не підрозділами інших компаній, станом на 31 грудня минулого року. Дохід у початковому році, має бути щонайменше 100 000 доларів, а дохід у попередньому році (рік, перш ніж подати заявку до "Inc. 5000") — 2 мільйонів доларів.
Inc. Hosts Annual Inc. 500 | 5000 Conference and Awards Ceremony — це подія, під час якої нагороджуються учасники списку, а також просувається сам список. У заході також пропонуються майстер-класи та лекції від ключових спікерів.
Ця щорічна конференція об'єднує поточний рік класу Inc. 500 | 5000 коштів, випускники списку та підприємців з широкої громадськості. Захід відзначив відомі ділові та політичні діячі та експертні динаміки, у тому числі Марк Кубин, Сара Блейклі, Білл Клінтон, Вінус Вільямс, Алекс Родрігес, Еван Вільямс, Стюарт Баттерфілд та Джей Джей Френч.
24 лютого 2015 року Inc. представив європейське видання Inc. 5000, "Inc. 5000 Europe".